# 圖盧茲戰役
圖盧茲戰役（法語：Bataille de Toulouse）發生於1814年4月10日，是第六次反法同盟的最後一場戰役。威靈頓公爵率領的反法聯軍在1813年的秋天將士氣低落的法蘭西帝國部隊趕出西班牙後，於1814年春天開始入侵法國南部。
南法的地區首府圖盧茲被蘇爾特元帥元帥堅決抵禦。4月10日，反法聯軍在血腥的戰鬥中遭受重創，損失高達5,600人，法軍成功取得了防禦勝利。兩天後，蘇爾特策劃了撤退行動，並在留下了約1,600名傷員後成功撤退。

## 註腳
1. ↑  Gates 2001，第474頁.
2. ↑  Fierro, Palluel-Guillard & Tulard 1995，第1128頁.
3. ↑  Gates 2001，第530頁.
4. ↑  Gates 2001，第529頁.
5. 1 2  Gates 2001，第320頁.